# Coscinia pannonica
Coscinia pannonica är en fjärilsart som beskrevs av Daniel 1955. Coscinia pannonica ingår i släktet Coscinia och familjen björnspinnare. Inga underarter finns listade i Catalogue of Life.